# Episema tersoides
Episema tersoides là một loài bướm đêm trong họ Noctuidae.